# Benedikt Bösel
 (mai 2025).
Pour l’article homonyme, voir Bösel.
Benedikt Bösel, né le 22 novembre 1984, est un auteur et entrepreneur allemand et protagoniste de la mini-série allemande Farm Rebellion de Disney publiée en 2023.

## Biographie
Il est le fils de Walter Brune, président et membre du conseil d'administration de différentes banques, et de Cornelia Bösel, née Brune. Il est descendant par alliance de Karl Wilhelm Finck von Finckenstein qui rachète en 1992 le château familial d'Alt Madlitz qui avait été exproprié par les communistes.
Il grandit à Münich et en Rhénanie, tout en passant ses vacances à Alt Madlitz où son grand-père Walter Brune construit dans les années 1990 un hôtel de type village-vacances. 
Bösel obtient une licence en mathématiques commerciales à l'Université de Durham. Il travaille ensuite pendant dix ans dans le secteur financier à Francfort-sur-le-Main, notamment chez Sal. Oppenheim. Il reprend alors ses études en économie agricole à l'Université Humboldt de Berlin où il obtient un master of sciences. Il devient alors conseiller en investissement pour des start-ups du secteur agricole.
En 2016, il s'installe à Alt Madlitz avec sa compagne, la cuisinière et auteure anglaise  Tess Ward et leurs deux enfants. En 2017, il devient administrateur commanditaire de la société familiale qui gère le chateau et les terres de Alt Madlitz. Il s'occupe ainsi de 1.000 Hectares de terres cultivables, 100 Hectares de prés et 2.000 Hectares de Forêts.
Il vend ses actions en bourse et sa voiture afin de se procurer 250 000 Euros pour faire des expériences écologiques d'agriculture régénératrice et de sylviculture durable. Il installe des instruments de mesure de l'humidité et des précipitations et achète des drones pour collecter les données. Il attire une trentaine de personnes qui veulent expérimenter avec lui. Il plante son premier arbre en avril 2019 et installe alors sa première vache.
Il obtient en 2022 une subvention agricole européenne de 508 722 €. Sa ferme est désormais composée de 3 entreprises commerciales : (1) production de blé, orge et boissons ; (2) vente de bois ; (3) vente de viande bovine.

## Série télévisée et publications
Il est la star de la mini-série télévisée en 6 épisodes Farm Rebellion de Disney, réalisée en mars 2023,, publiée sur Disney +.
Il est l'auteur de Rebellen der Erde (Rebelles de la Terre), publié en 2023.

## Distinctions
- 2022 : Trophée d'agriculteur de l'année[10] décerné par le CERES, une émanation des chambres d'agriculture d'Allemagne ; la médaille lui est remise par le ministre fédéral de l'agriculture Cem Özdemir
- 2023 : Listé par le magazine allemand Capital parmi les 40 de moins de 40
- 2024 : Leader européen 2024-2025 de la Fondation Obama[11]